# Samuel Maier
Samuel Maier (ur. 3 października 1999) – austriacki skeletonista, olimpijczyk z Pekinu 2022.

## Udział w zawodach międzynarodowych
| Impreza                        | Rok  | Gospodarz            | Miejsce |                      |      |       |     |
| ------------------------------ | ---- | -------------------- | ------- | -------------------- | ---- | ----- | --- |
| Impreza                        | Rok  | Gospodarz            | Miejsce | Igrzyska olimpijskie | 2022 | Pekin | 13. |
| Mistrzostwa świata             | 2020 | Altenberg            | 19.     |                      |      |       |     |
| Mistrzostwa świata             | 2021 | Altenberg            | 11.     |                      |      |       |     |
| Mistrzostwa Europy             | 2020 | Sigulda              | 10.     |                      |      |       |     |
| Mistrzostwa Europy             | 2021 | Winterberg           | 10.     |                      |      |       |     |
| Mistrzostwa Europy             | 2022 | Sankt Moritz         | 12.     |                      |      |       |     |
| Mistrzostwa świata juniorów    | 2018 | Sankt Moritz         | 11.     |                      |      |       |     |
| Mistrzostwa świata juniorów    | 2019 | Schönau am Königssee | 5.      |                      |      |       |     |
| Mistrzostwa świata juniorów    | 2020 | Winterberg           | 9.      |                      |      |       |     |
| Mistrzostwa świata juniorów    | 2021 | Sankt Moritz         | brąz    |                      |      |       |     |
| Igrzyska olimpijskie młodzieży | 2016 | Lillehammer          | 6.      |                      |      |       |     |
| Mistrzostwa Europy juniorów    | 2021 | Innsbruck            | 29.     |                      |      |       |     |